# Напольне (Сараївський район)
Напольне (рос. Напольное) — село в Сараївському районі Рязанської області. Населення за всеросійським переписом 2010 року — 385 осіб. Діє середня загальноосвітня школа, а також поштове відділення (індекс 391882). Село є центром муніципального утворення Напольнівське сільське поселення, яке охоплює 22 населені пункти із загальним населенням 776 осіб (2010 рік).
Уродженці села: герої Радянського Союзу Баранов Іван Михайлович і Санфіров Петро Павлович, а також фізик Карандєєв Костянтин Борисович.